# Orange County (film, 2002)
Pour les articles homonymes, voir Orange County.
Orange County  est un film américain réalisé par Jake Kasdan, sorti en 2002.

## Synopsis
Dans le Comté d'Orange, en Californie, Shaun Brumder est un lycéen, qui un jour, à la lecture d'un livre bouleversant, se découvre une vocation d'écrivain. Il tente alors d'accéder à la prestigieuse université Stanford pour étudier avec l'auteur du livre, Marcus Skinner et de s'éloigner de son foyer dysfonctionnel. Mais lorsque sa demande est rejetée, Shaun tente d'entrer à Stanford par tous les moyens possibles, avec l'aide de sa copine Ashley et de son frère complètement barré, Lance. 

## Fiche technique
- Titre original et français : Orange County
- Réalisateur : Jake Kasdan
- Scénario : Mike White
- Pays d'origine : États-Unis
- Genre : Comédie dramatique
- Durée : 1h27
- Date de sortie : 
  -  États-Unis : 11 janvier 2002
  -  France : 19 mars 2003

## Distribution
- Colin Hanks (VF : Emmanuel Garijo ; VQ : Benoit Éthier) : Shaun Brumder
- Jack Black (VF : Pierre Tessier[1] ; VQ : François L'Écuyer[2]) : Lance Brumder
- Schuyler Fisk (VF : Karine Foviau ; VQ : Aline Pinsonneault) : Ashley
- Bret Harrison : Lonny
- Kyle Howard : Arlo
- R. J. Knoll : Chad
- Catherine O'Hara (VF : Martine Meirhague ; VQ : Élise Bertrand) : Cindy Beugler
- John Lithgow (VF : Joël Martineau ; VQ : Jean-Marie Moncelet) : Bud Brumder
- Lily Tomlin : Charlotte Cobb
- Leslie Mann (VQ : Christine Bellier) : Krista
- George Murdock : Bob Beugler
- Lillian Hurst : Lupe
- Olivia Rosewood : Dana
- Carly Pope : Tanya
- Harold Ramis (VQ : Marc Bellier) : Don Durkett
- Garry Marshall : Arthur Gantner
- Dana Ivey : Vera Gantner
- Mike White : M. Burke
- Chevy Chase (VQ : Jacques Lavallée) : le proviseur Harbert
- Ben Stiller (VQ : Alain Zouvi) : le pompier